# كاسبار فون بارث
كاسبار فون بارث (بالألمانية: Caspar von Barth)‏ هو لغوي ألماني، ولد في 21 يونيو 1587 في كوستجن ناد أودران ‏ في بولندا، وتوفي في 17 سبتمبر 1658 في لايبزيغ في ألمانيا.